# La figlia del faraone
La figlia del faraone (in russo Дочь фараона?, Doč faraona, in francese La fille du pharaon) è un balletto coreografato da Marius Petipa sulla musica di Cesare Pugni con libretto di Jules-Henri Vernoy de Saint-Georges tratto dal Le Roman de la Momie ("Il romanzo della mummia") dello scrittore francese Théophile Gautier. Il disegno era di A. Roller, lo scenario di G. Wagner, Kelwer e Stoljakov si occuparono dei costumi.
Fu rappresentato dal Balletto Imperiale al Teatro Imperiale Bol'šoj Kamennyj, il principale teatro del Balletto Imperiale fino al 1886, in San Pietroburgo, Russia, il 18 gennaio 1862 (30 gennaio per il calendario giuliano). Fu il primo successo di Petipa come coreografo indipendente.
I danzatori del debutto furono: Carolina Rosati (La mummia/Aspicia), Nicholas Goltz (Il Faraone), Marius Petipa (Ta-Hor), e Lev Ivanov (Il Pescatore).

## Altre produzioni
- Balletto Imperiale di Mosca, allestimento di Marius Petipa, con Praskovia Lebedeva nella parte di Aspicia. Mosca, 29 novembre (calendario giuliano 17 novembre) 1864
- Balletto Imperiale di Mosca, allestimento di Aleksandr Gorskij da Petipa), con Vasilij Tichomirov nella parte del turista inglese (Taor/Lord Wilson) e Enrichetta Grimaldi nella parte di Aspicia, Mosca, 27 novembre 1905
- La produzione totalmente nuova di Pierre Lacotte per il  Balletto del Bolshoi nel 2000, che include solo tre danze della coreografia originale di Petipa per il  Grand Pas d'action del secondo atto.

La collezione Sergeev custodita presso l'università di Harvard, contiene delle annotazioni coreografiche della produzione di Petipa del 1898, allestita per Matil'da Kšesinskaja. Le annotazioni documentano la coreografia di Petipa per le danze dei ruoli principali mentre il resto della coreografia (per il corpo di ballo e le sequenze d'azione) è solo vagamente documentata.

## Trama
Un Lord inglese, John Bull, il suo servo, e una guida si riparano da una tempesta di sabbia in una piramide durante un safari in Africa. Iniziano a fare rumore ma la guida chiede loro di calmarsi per rispetto alla figlia del Faraone che giace in una bara nella piramide. Così, per far passare il tempo, la guida distribuisce dell'oppio. Non appena il nobile lo fuma, iniziano ad accadere cose strane. Molte delle mummie nella piramide prendono vita, tra queste anche Aspicia, la figlia del Faraone, che improvvisamente mette la mano sul cuore del nobile e con questo gesto fa in modo che egli sia trasportato nel passato. Diventa quindi Ta-Hor, un antico egizio che salva Aspicia da un leone. Ta-Hor e Aspicia si innamorano ma lei è promessa in sposa al re della Nubia. Scappano insieme e il re si mette al loro inseguimento. Si fermano nella locanda di un pescatore per nascondersi e i pescatori del luogo chiedono loro se vogliono unirsi ad una battuta di pesca. Aspicia decide di fermarsi. Nel frattempo il re della Nubia si ferma alla locanda per riposarsi e scopre Aspicia che si getta nelle acque del Nilo per scappare dalle guardie.
Alla sorgente del fiume, lo Spirito del Nilo chiama a raccolta i grandi fiumi del mondo affinché danzino per Aspicia, poi le intima di rimanere. Quando Aspicia sente questo ordine, chiede che le venga realizzato un desiderio: di riportarla a terra. Quando il pescatore e Ta-Hor tornano sulla terraferma, il re della Nubia imprigiona Ta-Hor e lo riporta al palazzo del faraone per punirlo del rapimento della principessa.
Quando Aspicia torna a terra, il pescatore la riporta al palazzo. Ella arriva in tempo per sentire la condanna a morte di Ta-Hor tramite il morso di un cobra. Allora spiega che se Ta-Hor morisse, anch'ella morirebbe e si allunga per farsi mordere dal serpente. Il Faraone la spinge indietro e garantisce il permesso di sposare Ta-Hor. Il re della Nubia se ne va in preda alla rabbia minacciando vendetta. Iniziano le celebrazioni ma quando la festa raggiunge l'apice, l'effetto dell'oppio finisce e Ta-Hor si ritrova nei suoi panni di Lord inglese. Nel lasciare la piramide il nobile guarda la bara di Aspicia e ricorda l'amore che hanno condiviso e che ancora condividono.

## Storia
Anche se La figlia del faraone uscì dal repertorio fino all'inizio del ventunesimo secolo, fino alla produzione del 2000 del Bolshoi, la sua importanza sta nel fatto che fu l'addio alle scene russe di Carolina Rosati e l'occasione per Petipa di essere nominato vice maestro di balletto. Fu anche una produzione della tendenza coreografica parallela a quella del grand opéra in musica, un balletto à grand spectacle, che durava quattro ore e usava differenti stili e tecniche ed un enorme numero di persone (circa 400) con trame caratterizzate da forti contrasti drammatici.
L'interesse nell'antico Egitto fu risvegliato da avvenimenti politici e archeologici (la scoperta, fatta da Auguste Mariette nel 1851, del Serapeo a Menfi e lo scavo del Canale di Suez nel 1859)  e dai resoconti delle élite che ritornavano dal Grand Tour.
La fonte letteraria del balletto è Le Roman de la Momie di Théophile Gautier, scrittore esponente dell'esotismo letterario che offrì nel libro al pubblico dell'epoca vari espedienti romantici:  l'appassionata storia d'amore tra la figlia del grande sacerdote Tahoser e il Faraone ambientata in un Egitto biblico, aspetto però totalmente assente nel balletto,  e il gusto gotico per gli antri tetri e le oscure tombe. Ciò che il balletto mantiene del mondo di Gauthier è il senso del fantastico che accompagna la maggior parte delle passioni terrene. Un frammento del passato o uno sbuffo di oppio, influenze familiari nei lavori e nelle vite degli artisti dell'Ottocento come Thomas de Quincey,  diedero a Gauthier la possibilità di aggiungere un'aura più brillante ai suoi personaggi mettendoli ai confini tra la vita e la morte, le due condizioni dalle quali prende spunto tutta l'arte egizia.
Ma per non spaventare troppo i suoi lettori, Gautier frequentemente fa ricorso all'ironia che ha un effetto di anti-climax. Nel balletto l'ironia serve allo stesso scopo, per esempio nel momento in cui Lord Wilson, la quintessenza dell'inglese, cerca impassibilmente di fare degli schizzi nel deserto disturbato dal simoom, o quando Aspicia, dopo essere uscita dal sarcofago si guarda in uno specchio, compiaciuta di trovarsi bella come era millenni prima.
La storia richiedeva un'artista con un talento drammatico speciale, come la Rosati, a causa di tutte le scene di amore, paura e coraggio culminanti con il tentativo di Aspicia di gettarsi in un cesto di fiori con un serpente nascosto, un gesto tipico fin dai tempi di Cleopatra.  Vent'anni dopo, Virginia Zucchi, in modo meno convenzionale, interpretò il ruolo dando una caratterizzazione umana alla principessa, cosa abbastanza inusuale, diversa dalla versione arrogante e voluttuosa interpretata dalla ballerina che le succederà, Matil'da Feliksovna Kšesinskaja, che ne fece un ruolo ricco di virtuosismo.
La tendenza di Marius Petipa  per il folklore faceva risaltare la danza di improbabili baiadere con le celebrazioni dei fiumi, dal Guadalquivir alla Neva, tutti vestiti nel loro costume nazionale. Ma l'imprecisione storica e la mescolanza degli stili generò, soprattutto a Mosca, anche delle critiche, a dispetto del gusto generale per scenari e costumi reinventati con un minimo di realismo ed un massimo di splendore.